# Ballarat International 2004
Die Ballarat International 2004 im Badminton fanden vom 4. bis zum 6. Juni 2004 in Melbourne statt.

## Sieger und Platzierte
| Disziplin    | Gold                            | Silber                       | Bronze                          |
| ------------ | ------------------------------- | ---------------------------- | ------------------------------- |
| Herreneinzel | Sairul Amar Ayob                | Andrew Smith                 | Stuart Brehaut                  |
| Herreneinzel | Sairul Amar Ayob                | Andrew Smith                 | Geoffrey Bellingham             |
| Dameneinzel  | Lenny Permana                   | Rebecca Gordon               | Renuga Veeran                   |
| Dameneinzel  | Lenny Permana                   | Rebecca Gordon               | Kellie Lucas                    |
| Herrendoppel | Boyd Cooper Travis Denney       | Ashley Brehaut Hung Pham     | Murray Hocking Mark Nichols     |
| Herrendoppel | Boyd Cooper Travis Denney       | Ashley Brehaut Hung Pham     | James Moffat John Moody         |
| Damendoppel  | Renuga Veeran Susan Wang        | Tania Luiz Kate Wilson-Smith | Leisha Cooper Nicole Reid       |
| Damendoppel  | Renuga Veeran Susan Wang        | Tania Luiz Kate Wilson-Smith | Donna Cranston Kimberly Windsor |
| Mixed        | Travis Denney Kate Wilson-Smith | Stuart Brehaut Tania Luiz    | Murray Hocking Tammy Jenkins    |
| Mixed        | Travis Denney Kate Wilson-Smith | Stuart Brehaut Tania Luiz    | Craig Cooper Rebecca Gordon     |